# Benoît Piffero
Pas d'image ? Cliquez ici

a Compétitions nationales et continentales officielles uniquement.

b Matchs officiels uniquement.
Dernière mise à jour le 7 mai 2023.
Benoît Piffero, né le 21 mai 1987 à Montréal (Canada), est un joueur international canadien d'origine française de rugby à XV qui évolue au poste de talonneur.

## Biographie

### Jeunesse et formation
Benoît Piffero naît à Montréal, au Canada, de parents français originaire de Midi-Pyrénées,. Il vit dans ce pays jusqu'à ses trois ans avant d'aller vivre en France, tout d'abord à Aix-les-Bains, puis à La Motte-Servolex, et dans la ville d'Issoire l'année de ses sept ans. C'est dans cette ville qu'il est tout d'abord formé au rugby à XV au sein de l'US Issoire. Il reste dans ce club jusqu'à sa première année Cadets. Lors de cette dernière, il fait notamment partie de la section Sport-étude du lycée Murat d'Issoire.
Par la suite, il intègre les sélections départementales et régionales puis rejoint l'ASM Clermont, et son centre de formation lors de sa dernière année, où il reste quatre ans. À cause de la concurrence à son poste, il décide de  rejoindre le centre de formation du Montpellier HR où il reste durant quatre années également,. Il intègre l'IUT de GEA de Montpellier, c'est là-bas qu'il rencontre notamment sa future femme Clara.
Il débute le rugby au poste de demi de mêlée avant de basculer en troisième ligne aile, au centre et même en demi d'ouverture, toutefois, dans l'optique de son arrivée au sein du centre de formation de l'ASM Clermont, il demande à devenir talonneur, son poste final.
En vertu de sa nationalité canadienne, il tente une approche avec la fédération canadienne de rugby à XV pour essayer d'intégrer la sélection canadienne à l'âge de dix-neuf ans. Toutefois, le système de sélection canadien, demande au joueur de payer financièrement sa sélection, de ce fait, n'ayant pas les moyens ni l'anglais nécessaire, ses démarches s'interrompent.

### Carrière sportive
Finalement, il signe en Fédérale 1 dans le but de faire ses débuts en senior, il rejoint alors l'US Romans Péage en 2010,.
Cependant, en 2012, il est sollicité par le directeur du club de Rugby de Burnaby Lake, Simon Smoldon, à la suite d'un CV laissé sur internet, et par l'ancien deuxième ligne canadien du Stade Français, Mike James et Piffero accepte de rejoindre le Canada. Là-bas, il rejoint tout d'abord le Québec et le club de Saine-Anne-de-Bellevue à Montréal. Il est alors sélectionné par les Atlantic Rock, une sélection provinciale participant au Championnat provincial du Canada.  Il rejoint également le Canada pour ses études, il est notamment titulaire d'un master 2 dans la vente. Puis en octobre, il rejoint la Colombie-Britannique et donc le club de Burnaby où la plupart des joueurs internationaux canadiens jouent dans ce dernier,. Il effectue alors un stage avec les Canucks en mai 2013.
Par la suite, il fait son retour en France au sein du Blagnac SCR à partir de la saison 2013-2014 de Fédérale 1. Finalement, il est sélectionné peu de temps après avec l'équipe du Canada pour les tests d'automne à la suite d'une blessure dans le groupe canadien,. Il dispute ses trois premières rencontres internationales face à la Géorgie, la Roumanie (où il est titulaire) et le Portugal,.
Durant l'été 2014, il est appelé pour la Pacific Nations Cup. Quelques mois plus tard, il se blesse au niveau du ligament postérieur, le mettant dans une position délicate car la Coupe du monde approche. Mais, en mars 2015, il est sélectionné par l'équipe du Canada A (l'équipe réserve) pour disputer le Pacific Challenge 2015 (en) où il réalise des prestations convaincantes.
À l'été 2015, il fait finalement partie du groupe des 31 joueurs sélectionnés dans l’équipe du Canada pour disputer la Coupe du monde. Il dispute une rencontre, en tant que remplaçant, face à l'Irlande (défaite 50 à 7) durant la compétition. Toujours en 2015, il rejoint le club de l'Avenir castanéen rugby durant une saison avant de retourner à Blagnac où il est entraîné par Christophe Deylaud,.
Par la suite, il est régulièrement sélectionné avec le Canada, notamment pour la Coupe du monde 2019,. Il prend alors part à ses deux dernières rencontres internationales durant la compétition face à l'Italie et les futurs champions du monde, l'Afrique du Sud, pour deux défaites. Il prend sa retraite internationale après la compétition.
En avril 2022, il dispute le dernier match de sa carrière, Blagnac étant alors en Nationale désormais, contre Tarbes. Par la suite, il devient dirigeant au sein du club.

## Vie privée
Son cousin est le joueur professionnel de rugby à XV Clément Castets. Son frère, Nicolas joue également au rugby.
À côté de sa vie rugbystique, il est responsable commercial dans une agence de travail temporaire à Colomiers.

## Palmarès
Néant

## Statistiques en équipe nationale
Benoît Piffero compte 26 capes en équipe du Canada, dont sept en tant que titulaire. Il a obtenu sa première cape internationale le 9 novembre 2013 face à l'équipe de Géorgie à Tbilissi. Puis, son dernier match international a eu lieu le 8 octobre 2019 contre l'Afrique du Sud à Kobe.
- Sélections par année : 3 en 2013, 1 en 2014, 6 en 2015, 8 en 2017, 2 en 2018, 6 en 2019.
- Coupe du monde disputées : 2015 (1 match) et 2019 (2 matchs).